# Bloomberg European New Markets 50
Le Bloomberg European New Markets 50 est un indice boursier composé de 50 PME européennes dans des marchés en forte croissance.

## Composition
Au 28 juin 2011, le Bloomberg European New Markets 50 se composait des titres suivants:
| Symbole | Société                         | Pays        | Poids indiciel | Secteur                       |
| ------- | ------------------------------- | ----------- | -------------- | ----------------------------- |
| AIXA GY | Aixtron                         | Allemagne   | 1.47 %         | Technologies de l'information |
| ALU FP  | Alcatel-Lucent                  | France      | 6.53 %         | Technologies de l'information |
| ATE FP  | Alten                           | France      | 0.6 %          | Technologies de l'information |
| ARM LN  | ARM Holdings                    | Royaume-Uni | 5.96 %         | Technologies de l'information |
| ATO FP  | Atos Origin                     | France      | 1.82 %         | Technologies de l'information |
| AU/ LN  | Autonomy Corp                   | Royaume-Uni | 3.12 %         | Technologies de l'information |
| AVV LN  | Aveva Group                     | Royaume-Uni | 0.91 %         | Technologies de l'information |
| BA/ LN  | BAE Systems                     | Royaume-Uni | 6.7 %          | Industrie                     |
| CWC LN  | Cable & Wireless Communications | Royaume-Uni | 0.8 %          | Télécommunications            |
| CAP FP  | Cap Gemini                      | France      | 4.06 %         | Technologies de l'information |
| AFX GY  | Carl Zeiss Meditec              | Allemagne   | 0.88 %         | Santé                         |
| CGM FP  | Cegedim                         | France      | 0.39 %         | Santé                         |
| CTN GY  | Centrotherm Photovoltaics       | Allemagne   | 0.43 %         | Technologies de l'information |
| COB LN  | Cobham                          | Royaume-Uni | 1.91 %         | Industrie                     |
| COLT LN | Colt Group                      | Royaume-Uni | 1.02 %         | Télécommunications            |
| DSY FP  | Dassault Systèmes               | France      | 4.87 %         | Technologies de l'information |
| FNTN GY | Freenet                         | Allemagne   | 0.86 %         | Télécommunications            |
| RIA FP  | Groupe Steria                   | France      | 0.38 %         | Technologies de l'information |
| ILD FP  | Iliad                           | France      | 3.58 %         | Télécommunications            |
| IFX GR  | Infineon Technologies           | Allemagne   | 5.7 %          | Technologies de l'information |
| ICLL AV | Intercell                       | Autriche    | 0.09 %         | Santé                         |
| KBC GY  | Kontron                         | Allemagne   | 0.25 %         | Technologies de l'information |
| LOG LN  | Logica                          | Royaume-Uni | 1.65 %         | Technologies de l'information |
| MGGT LN | Meggitt                         | Royaume-Uni | 1.99 %         | Industrie                     |
| MCRO LN | Micro Focus International       | Royaume-Uni | 0.55 %         | Technologies de l'information |
| MSY LN  | Misys                           | Royaume-Uni | 1.59 %         | Technologies de l'information |
| NEO FP  | Neopost                         | France      | 1.27 %         | Technologies de l'information |
| NDX1 GY | Nordex                          | Allemagne   | 0.29 %         | Industrie                     |
| PIC LN  | Pace                            | Royaume-Uni | 0.26 %         | Consommation cyclique         |
| PAL AV  | Palfinger                       | Autriche    | 0.59 %         | Industrie                     |
| PFV GY  | Pfeiffer Vacuum Technology      | Allemagne   | 0.53 %         | Industrie                     |
| QCE GR  | Q-Cells                         | Allemagne   | 0.12 %         | Technologies de l'information |
| QIA GY  | Qiagen                          | Allemagne   | 1.87 %         | Santé                         |
| QQ/ LN  | QinetiQ Group                   | Royaume-Uni | 0.61 %         | Industrie                     |
| RPW GY  | REpower Systems                 | Allemagne   | 0.78 %         | Industrie                     |
| SGE LN  | Sage Group                      | Royaume-Uni | 2.96 %         | Technologies de l'information |
| SEM AV  | Semperit AG Holding             | Autriche    | 0.48 %         | Industrie                     |
| SHP LN  | Shire                           | Royaume-Uni | 8.52 %         | Santé                         |
| S92 GY  | SMA Solar Technology            | Allemagne   | 1.84 %         | Technologies de l'information |
| SN/ LN  | Smith & Nephew                  | Royaume-Uni | 4.54 %         | Santé                         |
| SOW GR  | Software AG                     | Allemagne   | 2.42 %         | Technologies de l'information |
| SOI FP  | Soitec                          | France      | 0.44 %         | Technologies de l'information |
| SWV GY  | Solarworld                      | Allemagne   | 0.72 %         | Technologies de l'information |
| SXS LN  | Spectris                        | Royaume-Uni | 1.41 %         | Technologies de l'information |
| STM FP  | STMicroelectronics              | France      | 4.27 %         | Technologies de l'information |
| TCY LN  | TelecityGroup                   | Royaume-Uni | 0.87 %         | Technologies de l'information |
| TKA AV  | Telekom Austria                 | Autriche    | 2.88 %         | Télécommunications            |
| ULE LN  | Ultra Electronics Holdings      | Royaume-Uni | 0.87 %         | Industrie                     |
| UTDI GY | United Internet                 | Allemagne   | 2.49 %         | Technologies de l'information |
| WDI GY  | Wirecard                        | Allemagne   | 0.84 %         | Technologies de l'information |